# Paragryllodes dissimilis
Paragryllodes dissimilis är en insektsart som beskrevs av Desutter-grandcolas 1999. Paragryllodes dissimilis ingår i släktet Paragryllodes och familjen syrsor. Inga underarter finns listade i Catalogue of Life.